# Hans Frank
Hans Michael Frank (23. maj 1900 – 16. oktober 1946) var tysk, nazistisk jurist og politiker.

## Tidligt liv
Hans Frank blev født i Karlsruhe som søn af en advokat.
Han meldte sig til den tyske hær i 1917 under 1. verdenskrig. I 1919 tilsluttede han sig et frikorps under Franz Ritter von Epp og var med til at bekæmpe Rådsrepublikken i München. Fra 1920 til 1926 studerede han jura og gjorde sig samtidig nyttig som juridisk rådgiver for NSDAP, det nazistiske parti.

## Under krigen
I 1923 blev han medlem af NSDAP og SA og deltog i Adolf Hitlers mislykkede München-kup. Han flygtede til Østrig, men vendte snart tilbage til Tyskland og undgik videre tiltale for sin medvirken til kuppet. 
Hans Frank fik juridisk embedseksamen  i 1926 og slog sig ned som advokat i München og blev forsvarer for Hitler og hans tilhængere i talrige processer. I 1928 var han medstifter af Bund Nazionalsozialistischer Deutscher Juristen, den første nazistiske fagorganisation. 
I 1930 blev Hans Frank valgt som medlem af den tyske rigsdag, og efter Hitlers magtovertagelse i 1933 blev han justitsminister i Bayern.
I 1934 protesterede Hans Frank mod drabene på SA-ledelsen med Ernst Röhm i spidsen, og det kostede ham indflydelse i det nazistiske magtapparat. Samme år udnævntes han til rigsminister uden portefølje; en stilling, han bevarede til krigens afslutning i 1945.
Frank blev den 26. oktober 1939 udnævnt til generalguvernør i det besatte Polen. Stillingen indebar, at han blev forvaltningschef for hele den civile forvaltning i den del af Polen, som ikke var indlemmet i Tyskland. Han blev ansvarlig for mordene på hundredtusindvis af polakker, for beslaglæggelsen af deres ejendom og for tvangsdeportation til slavearbejde i Tyskland for  en million polakker. Det var også Frank, som etablerede de jødiske ghettoer, som blev forgårde til masseudryddelsen, Endlösung i koncentrationslejrene. 
Han fik rang af SS-Obergruppenführer i 1942, men ragede samtidig uklar med Himmler om udnyttelsen af resurserne i Generalguvernementet. Som advarsel lod Himmler én af Franks nærmeste medarbejdere myrde. Frank krævede også visse retsregler overholdt, hvilket ikke faldt i god jord hos Hitler. Han mistede sine tillidsposter i partiet, men beholdt embedet som generalguvernør, og han forstærkede tempoet i tvangsdeportationerne.

## Efter krigen
I januar 1945 flygtede han fra Polen, da de sovjetiske styrker trængte ind.
Hans Frank gik under jorden, men blev fanget den 4. maj 1945 af amerikanske tropper nær Berchtesgaden tæt på grænsen til Østrig.
Under retssagen i Nürnberg 1945-1946 påstod Frank, at han op til fjorten gange prøvede på at tage sin afsked som generalguvernør i Polen, men det ville Hitler ikke godtage.
Desuden påstod han, at det alene var Heinrich Himmler og SS, som kontrollerede massemyrderierne af jøder i de tyske koncentrationslejre i det besatte Polen.
Dommerne i Nürnbergprocessen troede dog ikke på hans forklaringer, selv om han var én af de få  tiltalte, der viste anger, og han blev kendt skyldig i to af de fire anklagepunkter, nemlig krigsforbrydelser og forbrydelser mod menneskeheden. 
Hans Frank blev dømt til døden ved hængning den 1. oktober 1946, og dommen blev eksekveret i en tidligere gymnastiksal i Nürnberg den 16. oktober 1946. 
Hans sidste ord inden henrettelsen var: “Jeg beder Gud om at modtage mig med nåde!” 
Kort før henrettelsen skrev han sine memoirer: Im Angesicht des Galgens.